# Forum van Nerva
Het Forum van Nerva (Latijn: Forum Nervae) was een van de vier keizerlijke fora van Rome.
Hoewel het forum de naam van keizer Nerva draagt, was het keizer Domitianus die het complex liet bouwen. Na de moord op Domitianus en zijn daaropvolgende damnatio memoriae werd het forum in 97 voltooid en genoemd naar zijn opvolger, Nerva. Het forum staat ook bekend als het Forum Transitorium omdat het de functie overnam van de drukke toegangsweg tot het Forum Romanum, het Argiletum.

## Locatie
Net als een aantal van zijn voorgangers wilde Domitianus een eigen forum hebben, maar de beschikbare ruimte ten noorden van het Forum Romanum was beperkt. Alleen de ruimte aan beide zijden van het Argiletum was nog niet bebouwd, al stond er vanaf de 1e eeuw n.Chr. wel een zuilengang langs de weg. Het Argiletum verbond het Forum Romanum met de drukbevolkte wijk Subura en de Cloaca Maxima liep er sinds het einde van de 1e eeuw v.Chr. onderdoor. Direct na het Forum Romanum lag ten oosten de grote Vredestempel van Domitianus' vader Vespasianus. Ten westen van de weg het Forum van Augustus, waarvan de grote oostelijke exedra ongeveer 20 meter uitstak op de door Domitianus gewenste locatie. De beschikbare ruimte was daarom maar 120 x 45 meter.

## Het forum
Om geen onnodige ruimte te verspillen liet de architect de gebruikelijke zuilengangen aan de lange zijden vervangen door rijen van 20 zuilen die direct aan de buitenmuur vastgemaakt werden. De oostelijk muur van het forum was in feite de westelijke muur van de Vredestempel, die in zuidelijke richting werd verlengd tot aan de Basilica Aemilia. Om optimaal gebruik te kunnen maken van de beschikbare ruimte tussen het Forum van Nerva en de in een schuine lijn hierop staande Basilica Aemilia kreeg de zuidelijke muur van het forum een halfronde vorm. Hier was de monumentale toegang vanaf het Forum Romanum.
Van de colonnade langs de oostelijke muur zijn twee zuilen bewaard gebleven. Deze paarsmarmeren zuilen zijn in de Korinthische orde en ondersteunen een attika, waaraan een 2,65 meter hoog reliëf van Minerva hangt. Op de fries van het hoofdgestel staan vrouwen afgebeeld in huishoudelijke situaties als het spinnen, weven en bij de geboorte van kinderen. De zuilen en de attika zijn altijd bovengronds zichtbaar geweest. Na de middeleeuwen werden ze Le Colonnacce genoemd, de lelijke zuilen. In de westelijke muur waren meerdere poorten die toegang gaven tot de fora van Caesar en Augustus. In de oostelijke muur waren doorgangen naar de Vredestempel.
Het grondplan van de noordelijke zijde van het forum is gedeeltelijk bekend, omdat het staat afgebeeld op een bewaard gebleven fragment van de Forma Urbis Romae, een marmeren stadskaart uit de 3e eeuw n.Chr. De ruimte aan de noordelijke zijde werd gedeeltelijk in beslag genomen door de uitstekende exedra van het forum van Augustus. Bovendien wilde Domitianus hier een tempel laten bouwen ter ere van de godin Minerva. Het probleem werd opgelost door de Tempel van Minerva in de noordelijke muur te bouwen. Alleen de pronaos stond op het forum zelf. De achterliggende cella stak achter de muur uit. De noordelijke muur schermde ook de exedra van het Forum van Augustus af. Een boog in de muur ten oosten van de tempel bood toegang tot het forum. Het plein voor de tempel was bekleed met travertijn.

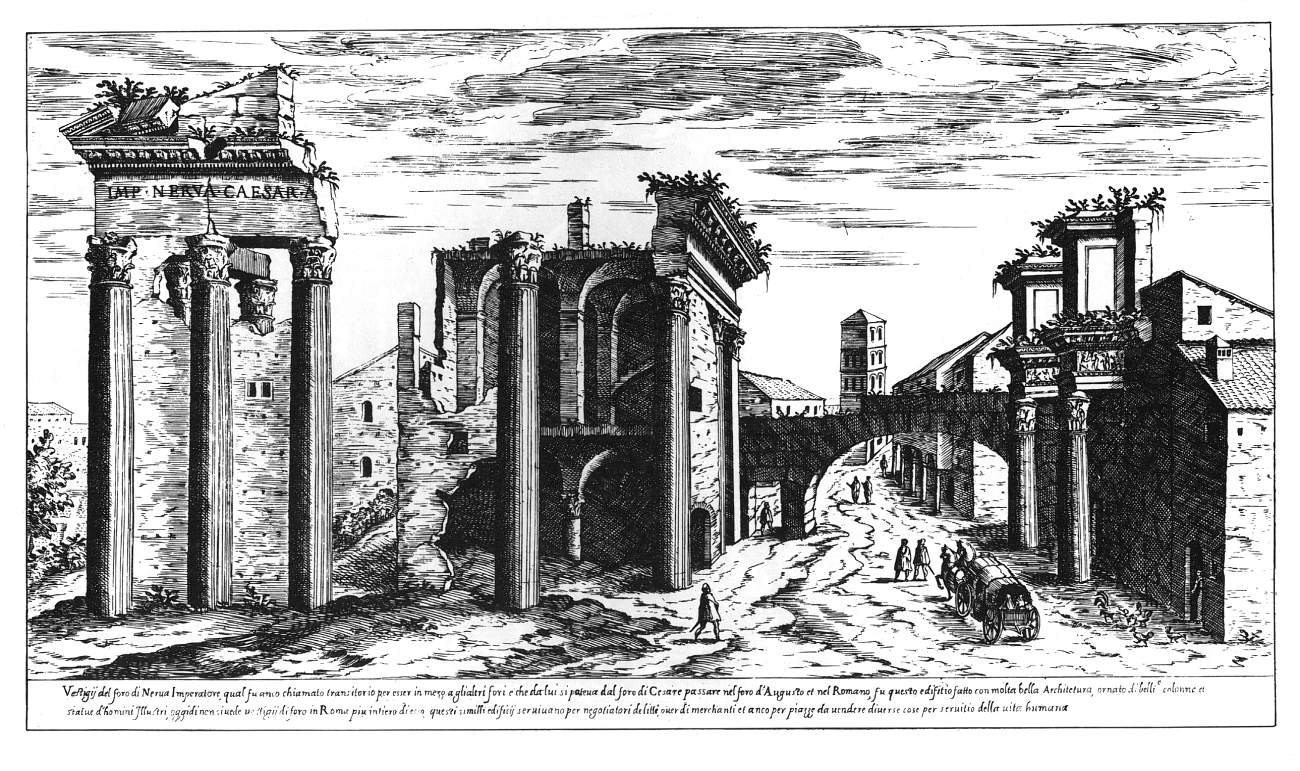
Restanten van de Tempel van Minerva in de 16e eeuw

## Tempel van Minerva
Het belangrijkste bouwwerk op het forum was de aan Minerva gewijde tempel. Alleen de voorzijde was zichtbaar vanaf het forum. De achterzijde lag tegen de exedra van het Forum van Augustus aan. Het was een prostylon tempel, die was gebouwd in de Korinthische orde. De porticus was in hexastyl (6 zuilen breed).
De tempel bleef tot de 17e eeuw redelijk intact, tot in 1606 paus Paulus V besloot om de stenen van de tempel als bouwmateriaal voor o.a. de Capella Borghese in de Santa Maria Maggiore te gebruiken.

## Tempel of Boog van Janus
Domitianus liet op de zuidelijke zijde van het forum een tempel bouwen, die hij wijdde aan de god Janus. De zogenaamde Janus Quadrifrons diende ter vervanging van de oude Tempel van Janus op het Forum Romanum, die door Domitianus werd afgebroken. In het gebouw werd een standbeeld van Janus met vier gezichten geplaatst. Dit beeld zou afkomstig zijn uit de stad Falerii en werd na de verovering door de Romeinen in 241 v.Chr. naar Rome gebracht. Janus keek zo met al zijn 4 gezichten naar de Romeinse Fora van dat moment, het Forum van Caesar, dat van Augustus, het Forum Romanum en het Forum van Nerva zelf.
Het is onduidelijk of dit bouwwerk een tempel of een open vierzijdige boog was, waardoor het beeld daadwerkelijk de 4 fora kon zien. In antieke bronnen worden beide opties genoemd en er zijn op enkele fundamenten na geen restanten van het gebouw opgegraven.

## Porticus Absidata
Aan de noordelijke zijde was achter de tempel en de exedra nog ruimte over. Hier werd in een halfronde vorm de Porticus Absidata gebouwd. Deze porticus diende als monumentale toegang tot de Keizerlijke Fora en het Forum Romanum vanaf de Subura. De fundamenten van de porticus werden tussen 1935 en 1940 opgegraven. Het geheel kan worden gereconstrueerd als een twee verdiepingen hoog bouwwerk met arcaden aan de buitenzijde, dat geheel met marmer was bekleed. Op de begane grond waren overwelfde kamers, op de tweede verdieping stonden de bogen voor een gerusticiceerde peperino muur.

## Opgravingen
Tussen 1932 en 1933 werd de wijk die sinds de middeleeuwen op de Keizerlijke fora was verrezen in opdracht van Benito Mussolini afgebroken. Hierbij werd de noordoostelijke sectie van het Forum van Nerva weer opgegraven en werd een deel van het oorspronkelijke bestrating blootgelegd. Daarnaast werd de betonnen kern van de Tempel van Minerva werd teruggevonden. De door Mussolini aangelegde Via dei Fori Imperiali ligt tegenwoordig over een groot deel van het forum heen, waardoor het grootste deel van het forum niet kan worden onderzocht. Bij opgravingen vanaf 1996 is een nieuw deel van de zuidelijke sectie opgegraven. Hierbij kwam de onderste verdieping van een gebouw uit de 9e eeuw tevoorschijn, dat was gebouwd met tufsteen afkomstig uit de muur van het forum.

## Referentie
- Samuel Ball Platner, art. Forum Nervae, in Samuel Ball Platner, A Topographical Dictionary of Ancient Rome, Londen, 1929, pp. 227‑229.
- L. Richardson, jr, A New Topographical Dictionary of Ancient Rome, Baltimore - London 1992, pp. 167-169, 208-209, 311. ISBN 0801843006
- A. Claridge, Rome (Oxford Archaeological Guides), London 1998, pp. 156-157. ISBN 019288003-9
- F. Coarelli, Rome and environs - an archeological guide, Berkeley 2007, pp. 113-115. ISBN 9780520079618